# إيريتيولا دويل
إيريتيولا دويل (بالإنجليزية: Iretiola Doyle)‏ هي مُمثلة نيجيرية.

## روابط خارجية
إيريتيولا دويل على موقع IMDb (الإنجليزية)
- إيريتيولا دويل على موقع قاعدة بيانات الفيلم (الإنجليزية)